# Жељуша (Димитровград)
Жељуша (буг. Желюша) је насеље у Србији у општини Димитровград у Пиротском округу. Према попису из 2022. било је 1030 становника.
Овде је рођен сликар Методи Петров (1920-1995).
У селу се налази Црква Св. Ђорђа.

## Демографија
У насељу Жељуша живи 1113 пунолетних становника, а просечна старост становништва износи 45,5 година (44,7 код мушкараца и 46,3 код жена). У насељу је 2002. године било 478 домаћинстава, а просечан број чланова по домаћинству био је 2,92.
Становништво у овом насељу веома је нехомогено.
|  |

| Демографија | Демографија | Демографија |
| Година      | Становника  | Становника  |
| ----------- | ----------- | ----------- |
| 1948.       | 476         |             |
| 1953.       | 454         |             |
| 1961.       | 490         |             |
| 1971.       | 850         |             |
| 1981.       | 1.391       |             |
| 1991.       | 1.442       | 1.408       |
| 2002.       | 1.394       | 1.431       |
| 2011.       | 1.311       |             |
| 2022.       | 1.030       |             |

| Етнички састав према попису из 2002.‍ | Етнички састав према попису из 2002.‍ | Етнички састав према попису из 2002.‍ | Етнички састав према попису из 2002.‍ | Етнички састав према попису из 2002.‍ |
| ------------------------------------ | ------------------------------------ | ------------------------------------ | ------------------------------------ | ------------------------------------ |
|                                      |                                      |                                      |                                      |                                      |
| Бугари                               | Бугари                               |                                      | 720                                  | 51,64%                               |
| Срби                                 | Срби                                 |                                      | 513                                  | 36,80%                               |
| Југословени                          | Југословени                          |                                      | 10                                   | 0,71%                                |
| Црногорци                            | Црногорци                            |                                      | 1                                    | 0,07%                                |
| Македонци                            | Македонци                            |                                      | 1                                    | 0,07%                                |
| непознато                            | непознато                            |                                      | 17                                   | 1,21%                                |

| Година пописа     | 1948. | 1953. | 1961. | 1971. | 1981. | 1991. | 2002. |
| ----------------- | ----- | ----- | ----- | ----- | ----- | ----- | ----- |
| Број домаћинстава | 97    | 103   | 139   | 239   | 423   | 454   | 478   |

| Број чланова      | 1  | 2   | 3  | 4   | 5  | 6  | 7 | 8 | 9 | 10 и више | Просек |
| ----------------- | -- | --- | -- | --- | -- | -- | - | - | - | --------- | ------ |
| Број домаћинстава | 71 | 152 | 93 | 106 | 30 | 19 | 4 | 3 | 0 | 0         | 2,92   |

| Пол    | Укупно | Неожењен/Неудата | Ожењен/Удата | Удовац/Удовица | Разведен/Разведена | Непознато |
| ------ | ------ | ---------------- | ------------ | -------------- | ------------------ | --------- |
| Мушки  | 612    | 159              | 400          | 39             | 13                 | 1         |
| Женски | 602    | 96               | 405          | 86             | 13                 | 2         |
| УКУПНО | 1.214  | 255              | 805          | 125            | 26                 | 3         |

| Пол    | Укупно                    | Пољопривреда, лов и шумарство | Рибарство                            | Вађење руде и камена | Прерађивачка индустрија       |
| ------ | ------------------------- | ----------------------------- | ------------------------------------ | -------------------- | ----------------------------- |
| Мушки  | 274                       | 17                            | 0                                    | 0                    | 123                           |
| Женски | 223                       | 6                             | 0                                    | 0                    | 137                           |
| УКУПНО | 497                       | 23                            | 0                                    | 0                    | 260                           |
| Пол    | Производња и снабдевање   | Грађевинарство                | Трговина                             | Хотели и ресторани   | Саобраћај, складиштење и везе |
| Мушки  | 15                        | 13                            | 23                                   | 16                   | 31                            |
| Женски | 5                         | 2                             | 12                                   | 9                    | 7                             |
| УКУПНО | 20                        | 15                            | 35                                   | 25                   | 38                            |
| Пол    | Финансијско посредовање   | Некретнине                    | Државна управа и одбрана             | Образовање           | Здравствени и социјални рад   |
| Мушки  | 1                         | 2                             | 14                                   | 7                    | 8                             |
| Женски | 2                         | 0                             | 7                                    | 12                   | 21                            |
| УКУПНО | 3                         | 2                             | 21                                   | 19                   | 29                            |
| Пол    | Остале услужне активности | Приватна домаћинства          | Екстериторијалне организације и тела | Непознато            | Непознато                     |
| Мушки  | 2                         | 0                             | 0                                    | 2                    | 2                             |
| Женски | 0                         | 0                             | 0                                    | 3                    | 3                             |
| УКУПНО | 2                         | 0                             | 0                                    | 5                    | 5                             |